# Mitopus ericaeus
Mitopus ericaeus is een hooiwagen uit de familie echte hooiwagens (Phalangiidae).